# Polska na zawodach Pucharu Europy w Lekkoatletyce 1999
Polska na zawodach Pucharu Europy w Lekkoatletyce 1999 – wyniki reprezentacji Polski w 20. edycji Pucharu Europy w 1999.
Zarówno reprezentacja żeńska, jak i męska, wystąpiły w zawodach Superligi (I poziom rozgrywek), które odbyły się w dniach 19–20 czerwca 1999 w Paryżu.

## Mężczyźni
Polska zajęła 7. miejsce wśród ośmiu zespołów, zdobywając 79 punktów i spadła do I ligi (II poziom rozgrywek).
- 100 m: Piotr Balcerzak – 3 m. (10,35)
- 200 m: Marcin Urbaś – 1 m. (20,34)
- 400 m: Robert Maćkowiak – 4 m. (45,69)
- 800 m: Wojciech Kałdowski – 5 m. (1:49,16)
- 1500 m: Leszek Zblewski – 7 m. (3:48,18)
- 3000 m: Adam Draczyński – 8 m. (8:16,80)
- 5000 m: Piotr Gładki – 6 m. (14:03,57)
- 110 m ppł: Tomasz Ścigaczewski – 3 m. (13,48)
- 400 m ppł: Paweł Januszewski – 3 m. (48,94)
- 3000 m z przeszkodami: Rafał Wójcik – 4 m. (8:34,14)
- skok wzwyż: Szymon Kuźma – 8 m. (2,15)
- skok o tyczce: Przemysław Gurin – 5 m. (5,30)
- skok w dal: Grzegorz Marciniszyn – 6 m. (7,56)
- trójskok: Jacek Kazimierowski – bez ważnego skoku
- pchnięcie kulą: Przemysław Zabawski – 4 m. (18,40)
- rzut dyskiem: Andrzej Krawczyk – 7 m. (58,08)
- rzut młotem: Szymon Ziółkowski – 2 m. (78,67)
- rzut oszczepem: Dariusz Trafas – 6 m. (74,03)
- sztafeta 4 × 100 m: Adam Forgheim, Marcin Urbaś, Piotr Balcerzak, Ryszard Pilarczyk – 8 m. (39,29)
- sztafeta 4 × 400 m: Piotr Rysiukiewicz, Robert Maćkowiak, Tomasz Czubak, Piotr Haczek – 2 m. (3:01,06)

## Kobiety
Polska zajęła 7. miejsce wśród ośmiu zespołów, zdobywając 65 punktów i spadła do I ligi (II poziom rozgrywek).
- 100 m: Zuzanna Radecka – 6 m. (11,42)
- 200 m: Zuzanna Radecka – 6 m. (23,04)
- 400 m: Grażyna Prokopek – 8 m. (53,72)
- 800 m: Aleksandra Dereń – 8 m. (2:07,34)
- 1500 m: Anna Jakubczak – 2 m. (4:13,90)
- 3000 m: Lidia Chojecka – 2 m. (8:38,77)
- 5000 m: Dorota Gruca – 6 m. (15:37,74)
- 100 m ppł: Anna Leszczyńska – 7 m. (13,46)
- 400 m ppł: Anna Olichwierczuk – 7 m. (57,92)
- skok wzwyż: Donata Jancewicz – 8 m. (1,80)
- skok o tyczce: Aleksandra Granda – 8 m. (3,85)
- skok w dal: Bożena Trzcińska – 5 m. (6,17)
- trójskok: Ilona Pazoła – 8 m. (13,27)
- pchnięcie kulą: Krystyna Zabawska – 1 m. (18,58)
- rzut dyskiem: Joanna Wiśniewska – 4 m. (60,63)
- rzut młotem: Kamila Skolimowska – 4 m. (65,00)
- rzut oszczepem: Genowefa Patla – 4 m. (63,93)
- sztafeta 4 × 100 m: Marzena Pawlak, Joanna Niełacna, Monika Borejza, Zuzanna Radecka – 4 m. (43,99)
- sztafeta 4 × 400 m: Aneta Skarba, Aleksandra Pielużek, Inga Tarnawska, Grażyna Prokopek – 8 m. (3:34,66)